# 安德烈·伯尔布列斯库
安德烈·伯尔布列斯库（羅馬尼亞語：Andrei Bărbulescu，1909年10月16日—1987年7月30日），罗马尼亚男子足球运动员，司职中场。他曾代表罗马尼亚国家队参加1938年国际足联世界杯，结果队伍止步十六强。